# クロトキ
クロトキ （黒朱鷺、学名：Threskiornis melanocephalus ）は、ペリカン目トキ科に属する鳥類の一種。

## 形態
全長約70cm。体色は白色で、くちばしから顔にかけては黒色である。脚も黒い。頭部から上頸にかけては成長と共に羽が抜けて禿げ上がり、黒い皮膚が裸出する。幼鳥では、頭部等に灰黒色の羽毛が生えている。

## 分布
中国東部、東南アジアの限られた地域と、インド、スリランカで繁殖し、中国で繁殖した個体は冬季東南アジアへ渡り越冬する。
日本には稀な冬鳥として渡来するが近年は記録が減少気味で、西日本にまれに渡来するに過ぎない。幼鳥が渡来する例が多い。かつては日本でも繁殖していたらしく、江戸時代の絵画で描かれたサギ山に本種が描かれているものがある。また、幾つかの古文書で「カマサギ」「ナベカムリ」「クロクビ」などの呼称でクロトキが紹介されている。

## 生態
湖沼、水田、干潟などで見られ、魚類、昆虫などの小動物を捕食する。
頸と脚を一直線に伸ばして飛ぶ。
群れで行動することを好み、繁殖も集団で行うことが多い。水辺の樹林でサギ類と混合コロニーをつくって繁殖することが多い。
「グワァ」と響く声で鳴くことがある。

## 保全状態評価
- NEAR THREATENED (IUCN Red List Ver. 3.1 (2001))
- 情報不足（DD）（環境省レッドリスト）